# XXX век
XXX (тридца́тый) век  по григорианскому календарю — век с 1 января 2901 года по 31 декабря 3000 года. Это 10-й век 3-го тысячелетия.  Он наступит через 876 лет.

## Ожидаемые астрономические события
- В этом столетии Землю ожидает 253 солнечных затмения.
- Вследствие прецессии примерно с 3000 года полярной звездой станет γ Цефея, и она будет ею примерно до 5100 года.
- К 3000 году разница между григорианским календарём и истинным солнечным годом составит 1 день.